# Polypodium le
Polypodium le là một loài dương xỉ trong họ Polypodiaceae. Loài này được Sourdianum Fourn. mô tả khoa học đầu tiên năm 1872.
Danh pháp khoa học của loài này chưa được làm sáng tỏ. 